# Rete tranviaria di Most e Litvínov
La rete tranviaria di Most e Litvínov è la rete tranviaria che serve le città ceche di Most e Litvínov, composta da quattro linee.